# Cédric Paty
Cédric Paty (Châtillon-sur-Seine, 25 luglio 1981) è un allenatore di pallamano ed ex pallamanista francese.

## Palmarès
- Giochi olimpici

Pechino 2008: oro.
- Europei

Norvegia 2008: bronzo.